# Гончарук, Евгений Игнатович
Евгений Игнатович Гончарук (7 января 1930, Бандурово — 19 апреля 2004) — советский и украинский учёный в области гигиены и санитарии, академик АМН Украины, член-корреспондент АМН СССР (с 1984 года), академик АМН СССР (с 1988 года), академик РАМН (с 1993 года), академик НАН Украины (с 25 ноября 1992 года), академик АПН Украины (с 1993 года), Академик Международной академии наук высшей школы (с 1995 года), академик академии естественных наук общероссийского объединения ученых (с 1995 года), академик Польской академии медицины (с 1997 года), академик Всемирной академии медицины Альберта Швейцера (с 1999 года), доктор медицинских наук (с 1968 года), профессор (с 1969 года), врач высшей категории.

## Биография
Родился 7 января 1930 года в селе Великий Острожок Улановского (ныне Хмельницкого района Винницкой области) в многодетной крестьянской семье. В 1937 году семья Гончаруков переехала на постоянное место жительства в Бердичев. Его отец, Игнат Яковлевич, сначала работал рабочим на сахарном заводе, а затем на предприятии «Заготзерно».
В 1948 году Евгений окончил среднюю школу № 8 Бердичева. Получив аттестат зрелости, он в этом же году поступил на первый курс санитарно-гигиенического факультета Киевского медицинского института. В 1954 году с отличием окончил медицинский институт и его, как молодого и талантливого ученого, ученым советом института был рекомендован в аспирантуру. В этом же году он становится аспирантом кафедры общей гигиены Киевского медицинского института. Под руководством заведующего кафедрой доктора медицинских наук, профессора П. И. Баранника выполнил кандидатскую диссертацию на тему «К вопросу гигиенической оценки очистки бытовых сточных вод на площадках подземного орошения (фильтрации)». После окончания аспирантуры в 1957 году Министерство здравоохранения Украинской ССР своим приказом от 21 июня 1957 года направляет Евгения Гончарука на преподавательскую работу в новый Тернопольский государственный медицинский институт. Там он создает кафедру гигиены в течение первого года исполняет обязанности заведующего этой кафедры. В дальнейшем, с 1958 по 1961 год работает ассистентом этой же кафедры. В начале апреля 1961 года на заседании диссертационного совета в Винницком медицинском институте имени Н. И. Пирогова Евгений Игнатович успешно защищает кандидатскую диссертацию. Присутствует на защите заведующий кафедрой коммунальной гигиены Киевского медицинского института профессор Г. Д. Габович пригласил молодого ученого к себе на кафедру.
С 14 сентября 1961 года вся дальнейшая деятельность Е. Г. Гончарука связана с Киевским медицинским институтом имени А. А. Богомольца. С 1961 по 1964 год он ассистент кафедры коммунальной гигиены, а с 1964 по 1968 год — доцент этой же кафедры. Выполнил докторскую диссертацию на тему «Гигиеническое изучение систем местной канализации с обоснованием санитарных норм их проектирования и эксплуатации», которую защитил в начале 1968 года и стал одним из самых молодых на то время профессоров института. В конце августа этого же года был избран заведующим кафедрой коммунальной гигиены и назначен деканом санитарно-гигиенического факультета, обязанности которого исполнял 11 лет, вплоть до 1979 года.
В 1968-1979 годах — декан санитарно-гигиенического факультета. В 1984 году был назначен ректором медицинского института, а с 16 июля 2003 года и до конца своей жизни он был почетным ректором Национального медицинского университета имени А. А. Богомольца.
С 1967 года и до смерти жил в Киеве в доме по улице Шелковичной, 30/35. Умер 19 апреля 2004 года. Похоронен в Киеве на Байковом кладбище (участок № 52а). На могиле установлен памятник работы Народного художника Украины Валентина Знобы.

## Научная и общественная деятельность
Основным направлением научной деятельности ученого были исследования санитарной защиты водоемов и подземных источников хозяйственно-питьевого водоснабжения, очистки и обеззараживания сточных вод, санитарной охраны почв. Значительное место в его научной деятельности занимали исследования влияния вредных факторов окружающей среды и последствий аварии на Чернобыльской АЭС.
Евгений Гончарук является автором более 500 научных работ, 15 изобретений, в том числе 45 монографий и учебников, в частности:
- «Санитарная охрана почвы от загрязнения химическими веществами» (1977);
- «Руководство к лабораторным занятиям о коммунальной гигиене» (1977, 1982, 1990);
- «Гигиеническое нормирование химических веществ в почве» (1986);
- «Общая гигиена» (1991);
- «Современные проблемы экогигиены» (1993);
- «Коммунальная гигиена» підручник (1986, 2002) и другие.

Подготовил 32 доктора и 36 кандидатов наук. Принимал непосредственное участие в разработке концепции реформы высшей школы, в частности высшего медицинского образования на Украине и практическом внедрении основных её положений в жизнь. Это нашло отражение в создании учебных планов и программ, образовательно-профессиональных стандартов и образовательно-профессиональных характеристик, по которым осуществляется подготовка врачей основных специальностей.
Научную и педагогическую работу совмещал с активной общественной деятельностью. Был членом Национального Комитета радиационной защиты населения Украины, членом Комитета по Государственным премиям Украины в области науки и техники; членом патриотического движения «Пульс Украины», членом редакционных советов ряда ведущих научных журналов : «Журнал АМН Украины», «Врачебное дело», «Окружающая среда и здоровье», «Вестник гигиены и эпидемиологии», «Украинский научно-методический молодёжный журнал», и российских изданий: «Большой медицинской энциклопедии», журналов «Гигиена и санитария», «Врачебное дело». Неоднократно избирался депутатом Киевского городского Совета народных депутатов.
На протяжении всей своей трудовой деятельности Гончарук Е. И. сотрудничал с Комитетом Государственной Безопасности СССР, что оказало существенное влияние на его карьерный рост. В памяти знавших его людей оставил неприятный след, как человек позорящий звание учёного и интеллигента.

## Награды
Награждён орденами «Знак Почёта», «Трудового Красного Знамени», Орденом князя Ярослава Мудрого V степени (1999), Орден «За заслуги» II степени (2001), Почётным знаком отличия президента Украины (1996), Орденом Святого Владимира Академии наук высшей школы Украины, Международной золотой звездой «Merit for Medicine», Большой Золотой медалью Альберта Швейцера,Золотой звездой Альберта Швейцера, памятной медалью «10 лет независимости Украины», Почетной Грамотой Верховной Рады Украины «За особые заслуги перед Украинским народом».
Заслуженный деятель науки и техники УССР (с 1990 года), дважды лауреат Государственной премии Украины в области науки и техники (в 1997 году за учебник «Общая гигиена. Пропедевтика гигиены» (Киев, ВШ, 1995); в 2002 году за работу «Тяжелые металлы как опасные для человека загрязнители окружающей среды Украины: медико-экологические исследования, обоснование и опыт внедрения профилактических мероприятий»).

## Память
21 января 2005 года в Национальном медицинском университете имени А. А. Богомольца к 75-летию со дня рождения ученого состоялись Первые научные чтения, посвященные его памяти. Того же дня на здании санитарно-гигиенического корпуса медицинского университета (проспект Победы, 34) установлена гранитная мемориальная доска, посвященную известному ученому. А на пятом этаже санитарно-гигиенического корпуса медицинского университета на кафедре коммунальной гигиены и экологии человека, которым много лет заведовал Евгений Игнатович, создан его мемориальный кабинет-музей.